# Мелісса Мак-Брайд
Мелісса Сюзанна МакБрайд (англ. Melissa Suzanne McBride, *23 травня 1965, Лексингтон, Кентуккі, США) — американська акторка та колишня кастинг-директорка. Відома роль — Керол Пелетьєр у телесеріалі «Ходячі мерці».

## Біографія
Акторську кар'єру МакБрайд почала в 1991 році, з'нявшись в кількох телевізійних рекламних роликах для Rooms To Go і Ford. У 1993 дебютувала на телебаченні в епізоді серіалу ABC «Matlock». Пізніше була запрошеною акторкою в кількох інших телесеріалах, зокрема «Вокер, техаський рейнджер» і «Затока Доусона».
З 2000 до 2010 року МакБрайд працювала директоркою кастингу в Атланті, штат Джорджія.
У 2007 році знялася у фільмі «Імла» (реж. Френк Дарабонт), де спочатку працювала асистенткою режисера. Три роки по тому Дарабонт запросив МакБрайт на роль Керол Пелетьєр, домогосподарки середніх років, у телесеріал «Ходячі мерці».

## Фільмографія
| Рік       | Українська назва          | Оригінальна назва                 | Роль                                | Примітки                                            |
| --------- | ------------------------- | --------------------------------- | ----------------------------------- | --------------------------------------------------- |
| 1993      | Метлок                    | Matlock                           | Дарлін Келлоґґ / офіціантка         | епізод «Matlock's Bad, Bad, Bad Dream»              |
| 1995      | Американська готика       | American Gothic                   | Голлі Галлахер                      | епізод «Dead to the World»                          |
| 1996      | Профайлер                 | Profiler                          | Волкер Янґ                          | епізод «Insight»                                    |
| 1997      | Вокер, техаський рейнджер | Walker, Texas Ranger              | доктор Рейчел Вудс                  | епізоди «Lucas: Part 1» і «Lucas: Part 2»           |
| 1998      | Затока Доусона            | Dawson's Creek                    | Ніна                                | епізод «Road Trip»                                  |
| 1999      | Пірати Кремнієвої долини  | Pirates of Silicon Valley         | Елізабет Холмс                      | телефільм                                           |
| 2002      | Небезпечні ігри           | The Dangerous Lives of Altar Boys | місіс Дойль                         |                                                     |
| 2003      | Затока Доусона            | Dawson's Creek                    | Мелані                              | епізоди «All Good Things…» і «…Must Come to an End» |
| 2007      | Імла                      | The Mist                          | жінка, в якої вдома залишились діти |                                                     |
| 2008      | Дельго                    | Delgo                             | місс Сатлі / Elder Pearo            | озвучування                                         |
| 2008      | Живий доказ               | Living Proof                      | Саллі                               | телефільм                                           |
| 2010-2022 | Ходячі мерці              | The Walking Dead                  | Керол Пелетьєр                      |                                                     |